# 尼魔島
《尼魔島》（英語：Nim's Island）是一部2008年冒險電影，由詹妮弗·弗萊克特和馬克·萊文編劇並執導，改編自溫迪·奧爾的同名兒童故事。該片由艾碧·貝絲琳、茱蒂·佛斯特和傑瑞德·巴特勒主演，由二十世紀影業於2008年4月4日發行。該片獲得褒貶不一的評價，最終以3700萬美元的預算，獲得了1億美元的票房收入。

## 角色
- 艾碧·貝絲琳飾演尼姆·魯索（Nim Rusoe）
- 茱蒂·佛斯特飾演亞歷山德拉·“亞歷克斯”·羅弗（Alexandra "Alex" Rover）
- 傑瑞德·巴特勒飾演傑克·魯索 / 亞歷克斯·羅弗（Jack Rusoe / Alex Rover）

## 迴響
根据評論匯總网站爛番茄汇总的104篇评论文章，51%的评论家给予该作正面评价，平均打分为5.7分（满分10分）。该网站总结的评论家共识是“儘管出發點是好的，《尼魔島》卻在令人難以置信的故事情節、簡單化角色和分散注意力的植入式廣告中讓人脫節。”
在Metacritic上，22位影評人共給予了55分的分數（滿分100分），這部電影獲得了「評價褒貶不一或一般」。

## 外部連結
- 互联网电影数据库（IMDb）上《尼魔島》的资料（英文）
- 爛番茄上《尼魔島》的資料（英文）
- Metacritic上《尼魔島》的資料（英文）
- Box Office Mojo上《尼魔島》的資料（英文）